# Fortalesa de Santa Teresa
La Fortalesa de Santa Teresa (en castellà, Fortaleza de Santa Teresa) es troba a l'actual ciutat de Castillos, departament de Rocha, a l'Uruguai.
Considerada la més gran del país, la fortalesa s'ubica al Parc Nacional de Santa Teresa, creat per protegir-lo. Formava part de l'antiga línia de xarxes nomenada Linha de Castillos Grande (Tractat de Madrid, 1750).

## Descripció

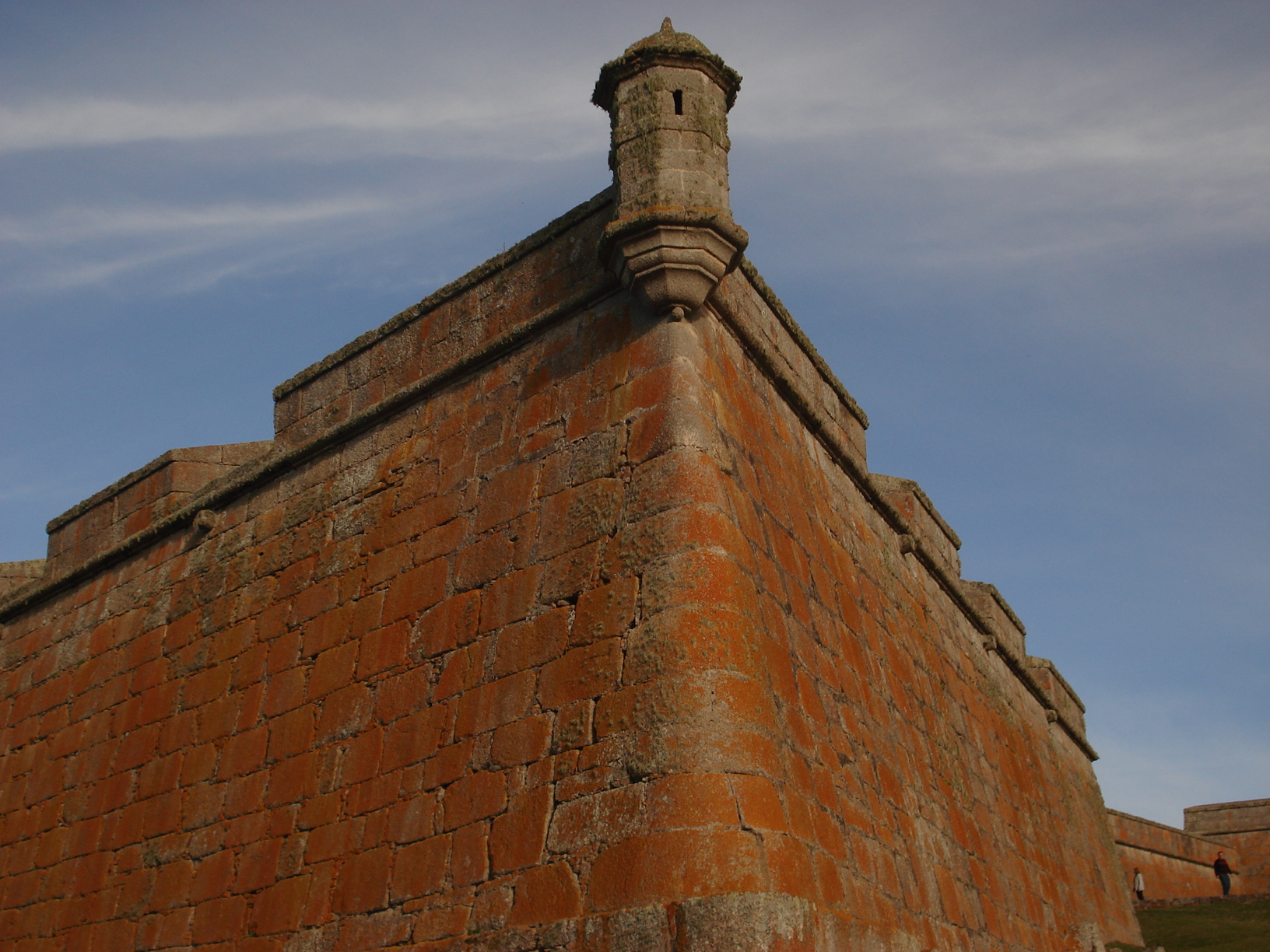
Mur de la Fortalesa de Santa Teresa.

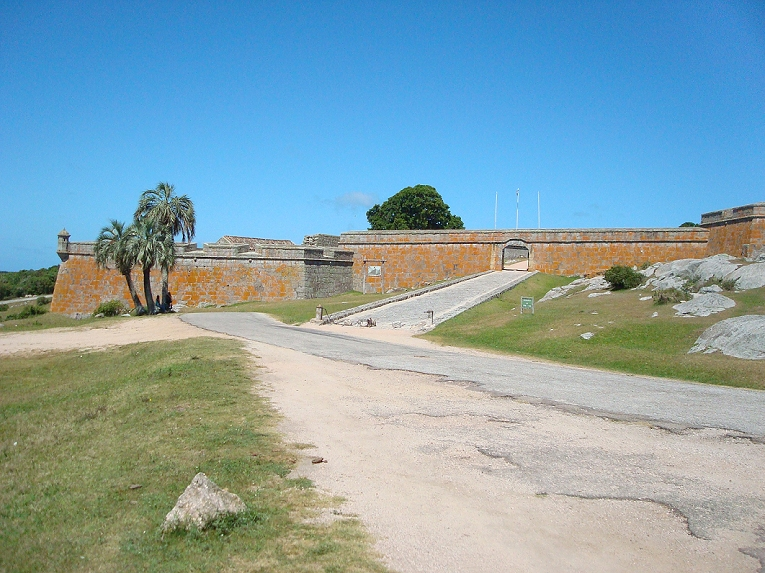
Vista de la fortalesa

### Muralles
Té la forma d'un pentàgon irregular, on els seus cinc angles acaben en bastions sortints; els focs defensius d'artilleria de cadascun es creuen entre ells cobrint totalment la muralla, impossibilitant l'escalament dels murs. El perímetre de la fortalesa és de 652 metres i tota ella ocupa una hectàrea de superfície.
Els murs són gegants, construïts amb carreu de granit, d'estricta igualtat en les seves dimensions i perfectament llaurades. La paret exterior mesura prop de quatre metres de gruix a la base i prop de dos metres la interior, emplenat l'espai que hi ha entre una i l'altra, un sòlid terraplè que en alguns punts té fins a 7 m d'ample. L'altura dels murs per la part exterior en alguns punts arriba a 11,5 m.
La fortalesa té quaranta-una troneres per a canons, construïdes artísticament amb grans blocs de granit. Existeixen cinc garites corresponents a cada angle del pentàgon, elegantment construïdes en forma de púlpit amb pedres llaurades.

### Portes
- "La porta principal". Està construïda en sòlida fusta amb forma d'arc a la part superior i mira a l'oest.
- "La Porta oculta de socors". Mira cap al sud, i és de menors proporcions que "la porta principal", la que els historiadors del segle xix denominen d'aquesta manera.
- "El Túnel de la Trinxera". Correspondria al que en l'actualitat s'identifica com una profunda trinxera amb murs de pedres menors situada al capdavant de la fortalesa en direcció est-oest.
- "El Túnel de l'Arca". Suposat amagatall subterrani que s'ubicaria sota de la capella de la Fortalesa. Segons la tradició oral, constaria de tres o més habitacions connectades per passadissos i amb un extens túnel que es dirigeix a l'est. La sortida es trobaria en algun lloc prop de l'oceà Atlàntic a uns 2.000 m de distància. La creença popular que aquí hi hauria l'Arca secreta del Pare Lluc, dona origen a la seva denominació.

### Residències
A l'interior de la fortalesa es podien allotjar uns 300 homes. Les construccions interiors, també realitzades amb pedres de carreu, es conserven en perfecte estat des de l'època colonial, havent estat restaurades amb cura i recanvis els seus sostres. Aquests edificis són els següents: cambra de banderes i cos de guàrdia, als costats de la porta principal, la majoria, que antigament era el local destinat a la capella, dues extenses quadres, el polvorí, construïts amb grans carreus de granit i els calabossos.

### Cementiri

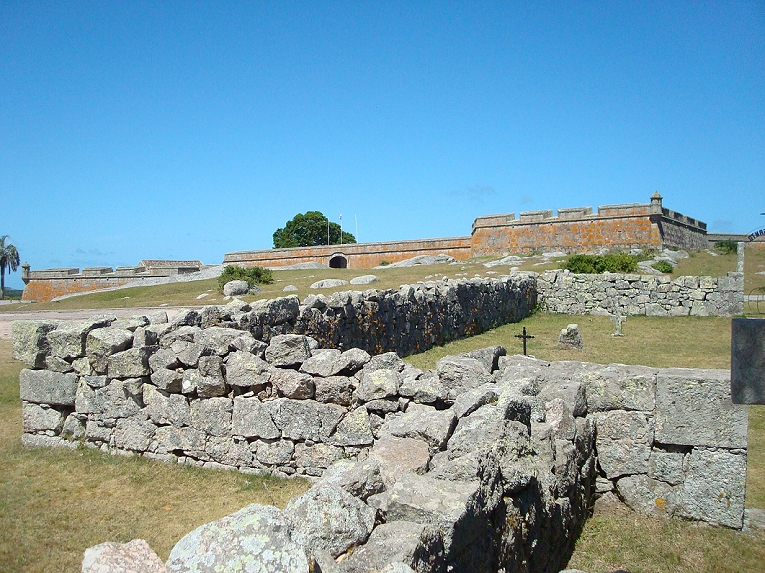
Cementiri.

El cementiri situat a poca distància de la muralla oest, es va usar des de la segona meitat del segle xviii fins més enllà de l'extinció de la fortalesa com a tal, ja que va continuar durant molt de temps en ús del veïnat.
Descansen allà personal de tropa, guarnició espanyola del fort i de la zona, espanyols, esclaus, indígenes i portuguesos.
Caldria esmentar a Agustín Lipopisi i Félix Sayobí, dos cacics guaranís dels pobles missioners de San Carlos i Chorpus, a Cecilia Maroñas, filla de l'espanyol Francisco Maroñas i de la portuguesa Maria Espíndola, a un dels fills del comandant Alagón, atacat per un puma al Potrerillo, i tants d'altres.
Igual que la fortificació, el petit recinte va ser obra de l'ex-jesuïta Lucas Marton, al costat de presidiaris, indis pampes i guaranís.
S'assenyala com el primer sector que es va restaurar. Si bé el seu estat de conservació no era gaire bo, mantenia el seu traçat original i les pedres, encara que ensorrades, hi eren al seu lloc. Les petites creus de pedra són les originals, però no la gran creu de pedra, que va ser tallada pel mestre pedrer Juan Buzzalini que va actuar en tot el procés de restauració del fort.

## Història

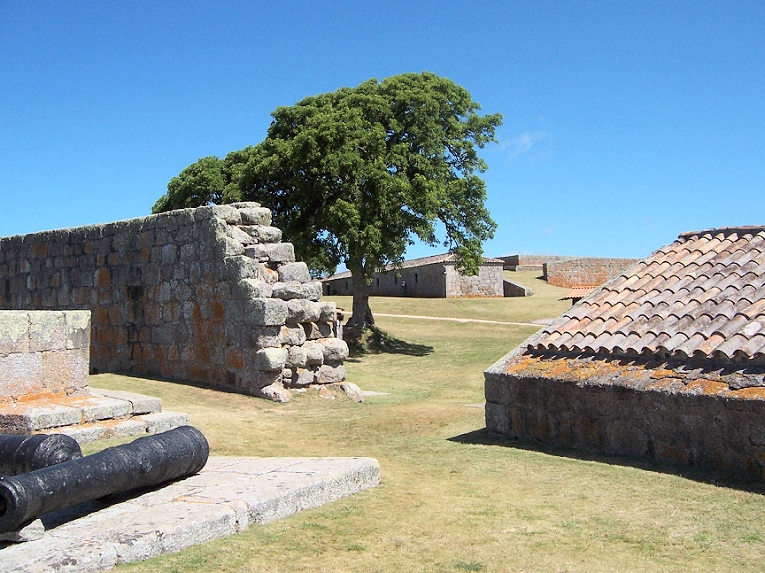
Fortalesa de Santa Teresa

L'actual Fortalesa de Santa Teresa va ser construïda per la corona espanyola, encara que la seva fundació i nom venen de Portugal. Durant el breu període d'octubre de 1762 a 1775 es van construir tres fortificacions.
La signatura del Tractat d'El Pardo (1761), el qual anul·lava en la pràctica el Tractat de Madrid (1750), de manera que el governador i capità general de la Capitania de Rio de Janeiro, Gomes Freire de Andrade, comte de Bobadela, es va avançar a les conseqüències del mateix per a la regió sud, que coneixia bé. Va ordenar al governador de la Colònia del Rio Grande de Sao Pedro, el coronel Eloi Madureira, l'enviament immediat de tropes de Laguna cap a la Linha de Castillos Grande. Les tropes van anar al comandament del tinent coronel Tomás Luis de Osorio, comandant de les tropes de Cavalleria del Regiment dels Dracs (Regimento dos Dragoes) i del Fort Jesús, Maria, Josep de Riu Pardo.
Reunint poc més de mil homes, l'estratègia portuguesa era la de construir ràpidament una línia defensiva fortificada, al sud del Fort de San Miguel a la riera Chuí, per aturar la invasió espanyola en progrés, després de la conquesta de la Colonia del Sacramento a l'octubre de 1762 pel governador de Buenos Aires, Pedro de Cevallos, al capdavant de prop de tres mil homes reunits a Maldonado.
Osorio va fer construir una fortificació de campanya el desembre de 1762, guarnit amb prop de 400 soldats. El lloc escollit va ser el congost d'Angostura prop de la muntanya de Castillos Grande, tancant el camí terrestre al costat del litoral, que anava des de la Colonia del Sacramento cap a la vila de Rio Grande.